# Baliza del Morro
La Baliza del Morro es la baliza más importante del Puerto de Melilla. Está situada en el extremo sudeste del Puerto de Melilla, en la zona de atraque de buques mercantes, en Melilla (España) y forma parte del Conjunto Histórico Artístico de la Ciudad de Melilla, un Bien de Interés Cultural.

## Historia
Fue diseñado en 1938 por el ingeniero Gabriel Roca García y construida entre 1939 y 1940.
En 1996 y debido a la ampliación del puerto, fue desmontada piedra a piedra y fue vuelta a montar entre 2001 y 2003.

## Descripción
Está dividida en dos partes construidas de piedra negra del Gurugú, una edificación poligonal redondeada, construida en 1937 según proyecto de Jorge Palomo de finales de 1935. Consta de una planta baja y otra alta, en la que está la Junta de Fomento, Salvamento de Náufragos y Prácticos, con un patio en el que se encuentra la segunda edificación, la baliza propiamente dicha. Una torre cilíndrica con una linterna.